# Nassarius mendicus
Nassarius mendicus är en snäckart som först beskrevs av Gould 1850.  Nassarius mendicus ingår i släktet nätsnäckor, och familjen Nassariidae. Utöver nominatformen finns också underarten N. m. mendicus.

## Bildgalleri

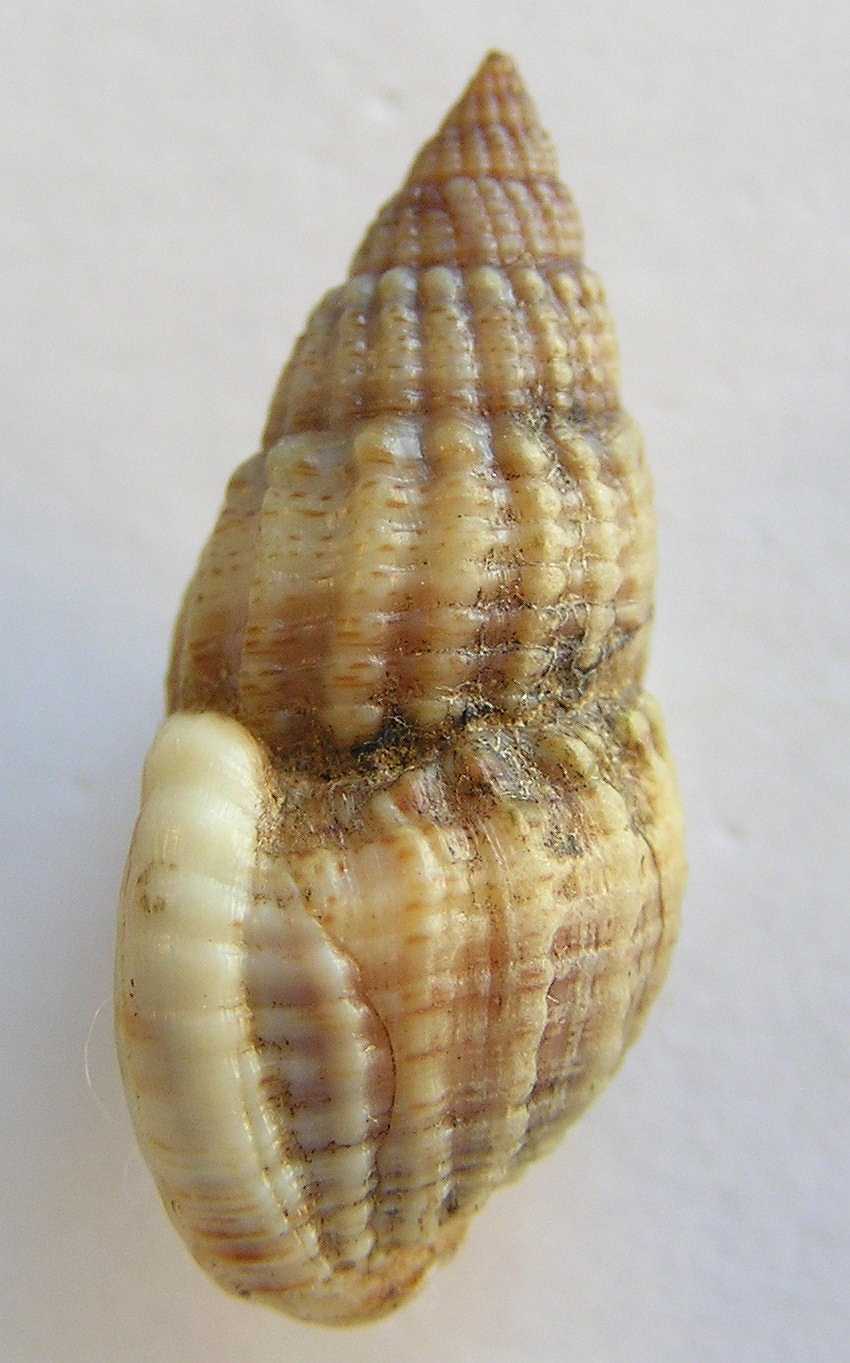
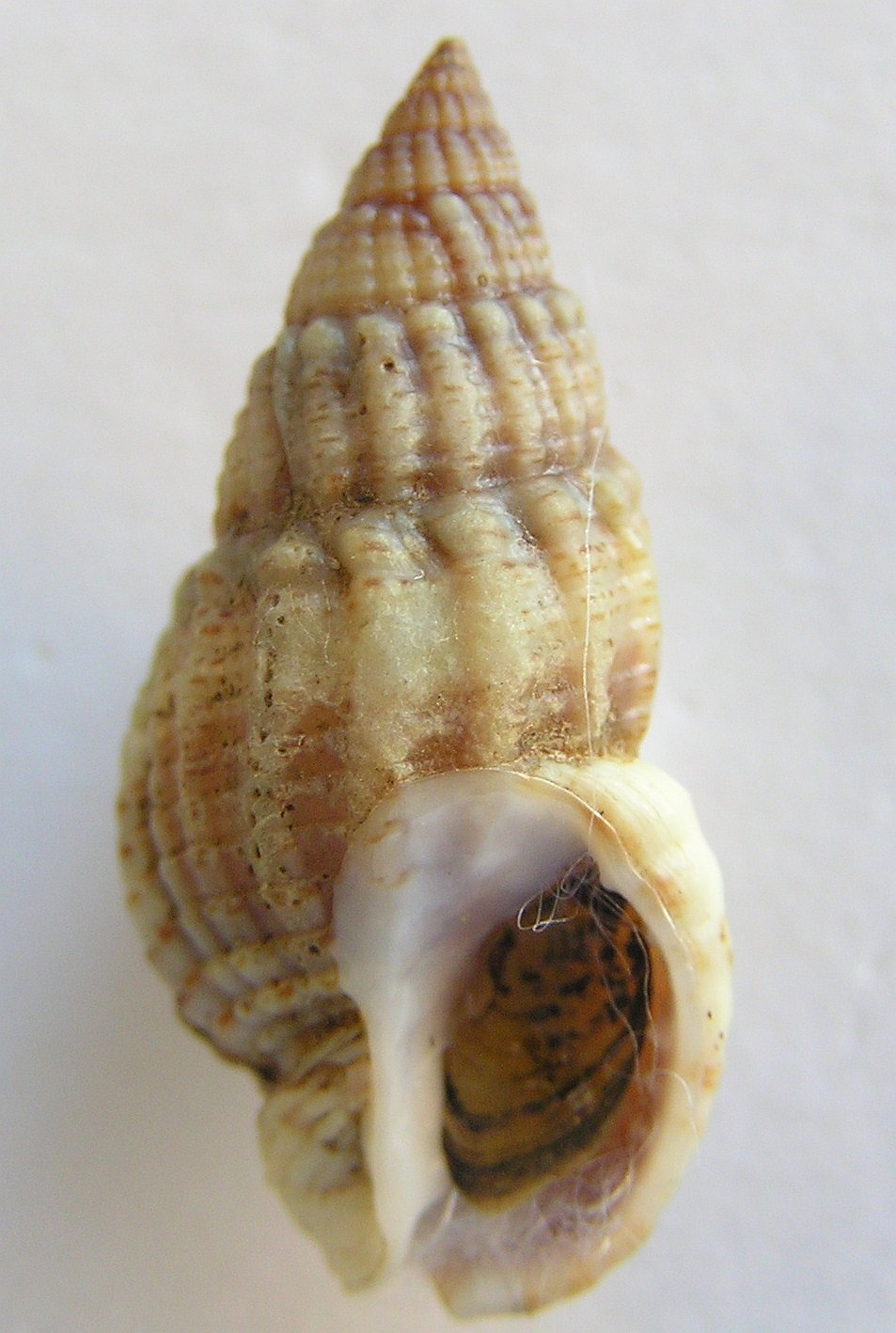